# お調子者で行こう
『お調子者で行こう』（おちょうしものでいこう）は、嘉門タツオ（旧名・嘉門達夫）初のオリジナル・アルバム。1985年6月12日に日本コロムビアから発売された。

## 概要
メジャー・デビュー約2年後に発売されたアルバム。ジャケット写真とタイトルはサザンオールスターズのアルバム『人気者で行こう』のパロディ。
デビューシングル「ヤンキーの兄ちゃんのうた」と2枚目のシングル「ゆけ!ゆけ!川口浩!!」は未収録。

## 逸話
元々は1985年5月21日発売予定だったが、発売予定の1週間前に、レコード倫理審査会（レコ倫）から本作収録予定だった「業界人間ベム」「一発屋ブルース」の2曲にクレームが付き、発売が一度延期になり、既にプレスされていた8000枚はすべて廃棄された。「業界人間ベム」は歌詞を一部差し替えただけで済んだが、「一発屋ブルース」はアルバム収録そのものがNGとなってお蔵入りとなる。代わりに収録されたのが、5曲目の「お前らには負けへんで」である。
その後、嘉門は2曲へのクレームに対する皮肉が込められた「発禁のうた」を発表。同年6月10日に日本コロムビア本社の会議室で開催した「オレは無実だライブ──嘉門達夫救済チャリティコンサート」や、自身がDJを務めるラジオ番組で歌った。
さらに「一発屋ブルース」はテレビやラジオで何度も流された。皮肉にも、この騒動によって本アルバムが話題になり、売り上げが伸びた。発売2週間での売上はレコードとカセットテープを合わせて2万枚に達した。

## 収録曲
1. 業界人間ベム
作詞・作曲：嘉門達夫、編曲：矢口博康
2. 涙のモデルはギザギザハート 〜いかにも私はモデルです〜
作詞・作曲：嘉門達夫、編曲：森雪之丞・大村憲司
3. 天才でバカボンを
作詞・作曲：嘉門達夫、編曲：森雪之丞・大村憲司
4. トキメキのオバンチュール
作詞・作曲：嘉門達夫、編曲：加瀬邦彦、コーラス編曲：植田芳暁
5. お前らには負けへんで
作詞・作曲・編曲：嘉門達夫
ライブ音源で収録されている。
6. アホが見るブタのケツ
作詞・作曲：嘉門達夫、編曲：新田一郎
3枚目のシングル。小学校でよくあるシチュエーションや小学生がやりがちな事柄を歌う。
7. 私はバッテラ
作詞・作曲：嘉門達夫、編曲：竜崎孝路
デビューシングル「ヤンキーの兄ちゃんのうた」B面。シングルとは歌詞とアレンジが異なる。
8. ツッコミ ドレミファ・ドン
作詞・作曲：嘉門達夫、編曲：戸田誠司
1991年発売アルバム『宴』収録の「ツッコミドレミファドン」とは別曲だが、当作品のサビの一部が流用されている。
9. あったらコワイセレナーデ2
作詞・作曲：嘉門達夫、編曲：新田一郎
3枚目のシングル「アホが見るブタのケツ」のB面。
10. どう見ても山田君
作詞：ますやまみのる、作曲：嘉門達夫、編曲：宮川泰